# Checoslovaquia en los Juegos Olímpicos de Montreal 1976
Checoslovaquia estuvo representada en los Juegos Olímpicos de Montreal 1976 por un total de 163 deportistas que compitieron en 16 deportes.  
El portador de la bandera en la ceremonia de apertura fue el atleta Ludvík Daněk.

## Medallistas
El equipo olímpico checoslovaco obtuvo las siguientes medallas:
| Nombre                                                         | Deporte            | Competición             |
| -------------------------------------------------------------- | ------------------ | ----------------------- |
| Oro                                                            |                    |                         |
| Anton Tkáč                                                     | Ciclismo en pista  | Scratch M               |
| Josef Panáček                                                  | Tiro               | Skeet M                 |
| Plata                                                          |                    |                         |
| Vítězslav Mácha                                                | Lucha grecorromana | 74 kg M                 |
| Jiří Adam Jan Bártu Bohumil Starnovský                         | Pentatlón moderno  | Equipos M               |
| Bronce                                                         |                    |                         |
| Helena Fibingerová                                             | Atletismo          | Peso F                  |
| Jan Bártu                                                      | Pentatlón moderno  | Individual M            |
| Oldřich Svojanovský Pavel Svojanovský Ludvík Vébr              | Remo               | Dos con timonel (M2+) M |
| Jaroslav Hellebrand Vladek Lacina Zdeněk Pecka Václav Vochoska | Remo               | Cuatro scull (M4x) M    |